# Giarab
Le Giarab est une race chevaline de croisement, originaire de la Sardaigne. Elle provient d'un croisement entre le Giara et l'Arabe, d'où son nom. Plus sportifs que le Giara, ces chevaux sont destinés aux sports équestres.

## Histoire
Le Giarab provient initialement d'un croisement entre le Giara et l'Arabe,. Ce croisement a été proposé depuis 1980 par l′Istituto Incremento Ippico afin d'enrichir la base génétique du rare Giara, alors en danger d'extinction. Il souhaite aussi par ce biais donner naissance à des « poneys de prestige ». Le programme de croisement gouvernemental implique d'autres races que sont l'Anglo-arabe et le Poney de selle allemand, pour créer le Giarab.
La base génétique de chevaux arabes provient des descendants de chevaux achetés à des Bédouins, et importés en Sardaigne, à Ozieri, en 1915. Des étalons arabes sont croisés initialement avec des juments Giara.

## Description
Le Giarab peut toiser de 1,07 m à 1,48 m, et présente la morphologie d'un petit cheval de selle.
Sa tête est légère et carrée, dotée d'un profil rectiligne, bien attachée, et surmontée de petites oreilles mobiles. L'encolure est musclée, l'épaule plutôt longue et inclinée. Le rein est court et musclé. Les pieds doivent être proportionnels à la masse du cheval.
La robe est baie, alezane ou grise,.
Le Giarab est naturellement rustique.
Cette race de croisement fait l'objet d'une sélection attentive, notamment pour écarter des défauts de conformation tels qu'une tête trop lourde. Pour être reconnu comme Giarab, un cheval doit avoir au moins 25 % d'origines Giara,.

## Utilisations
Il est plus sportif que le Giara, en effet, c'est un poney destiné aux sports équestres. Il est doté d'aptitudes pour la course et l'endurance.

## Diffusion de l'élevage
La race est propre à la Sardaigne.